# سازدهنی بلوز (فیلم)
سازدهنی بلوز فیلمی ژاپنی در سبک یاکوزایی به کارگردانی تاکاشی میکه محصول سال ۱۹۹۸ است.

## بازخورد
کریس دژاردینز، نویسنده آمریکایی، در کتاب چاپ‌شده به سال ۲۰۰۵ استادان قانون‌شکن سینمای ژاپن (انگلیسی: Outlaw Masters of Japanese Film) می‌نویسد: «یک فیلم واقعاً فوق‌العاده، سازدهنی بلوز یکی از بهترین‌های میکه باقی می‌ماند؛ یک فیلم بسیار خوب تحقق‌یافته و از نظر احساسی تأثیرگذار.»